# Inulec
Inulec (deutsch Inulzen, 1938 bis 1945 Neufasten) ist ein Dorf in der polnischen Woiwodschaft Ermland-Masuren und gehört zur Stadt- und Landgemeinde Mikołajki (Nikolaiken) im Powiat Mrągowski (Kreis Sensburg).

## Geographische Lage
Inulec liegt am Nordufer des Inulzensees (auch: Schnittker See, polnisch Jezioro Inulec)inmitten der Woiwodschaft Ermland-Masuren, 13 Kilometer südöstlich der Kreisstadt Mrągowo (deutsch Sensburg).

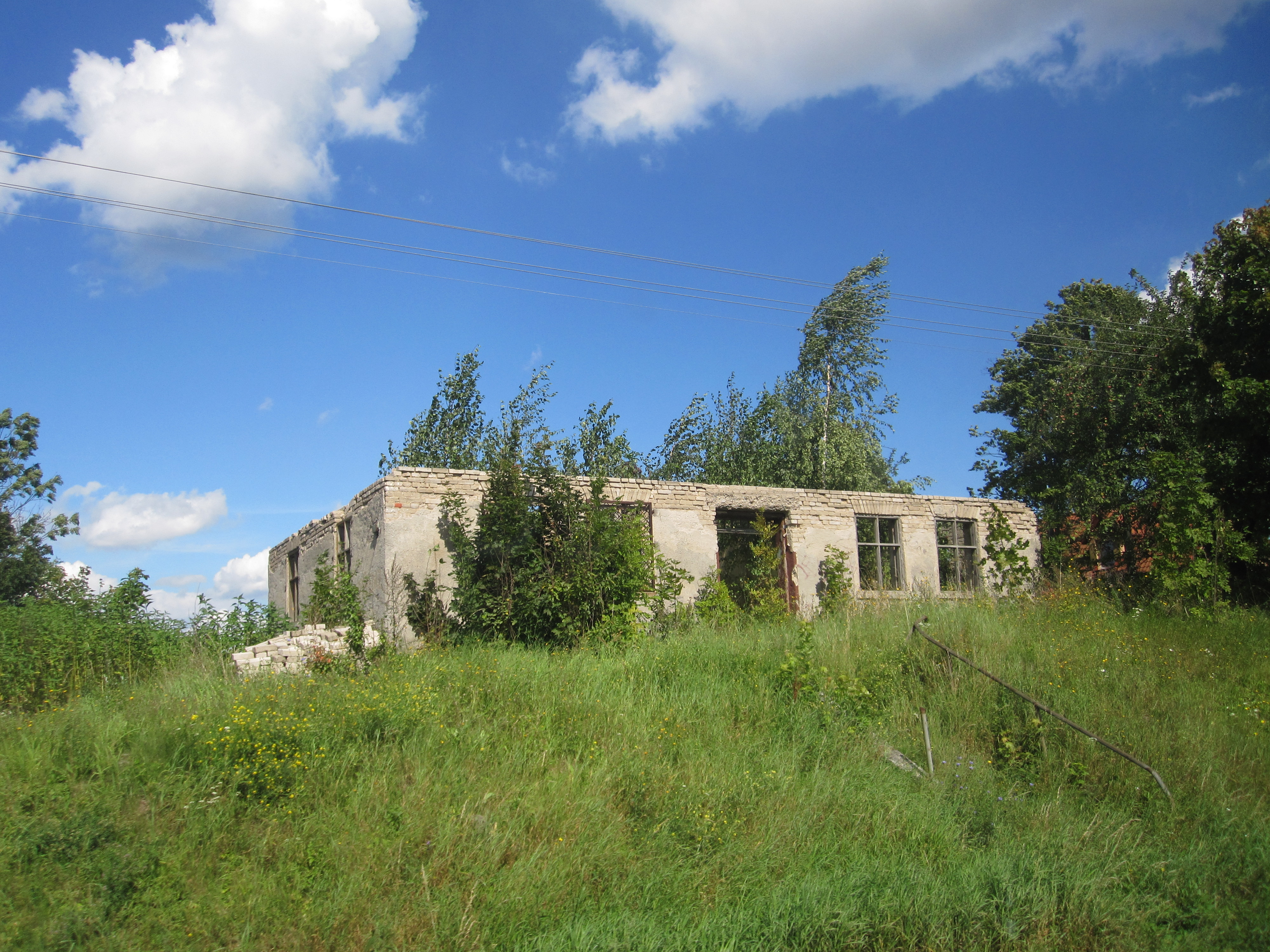
Hausruine in Inulec

## Geschichte
Das kleine, nach 1774 Mulzen, nach 1785 Innultzen, nach 1818 Inultzen und bis 1938 Inulzen genannte Dorf wurde 1874 in den neu errichteten Amtsbezirk Pfeilswalde (polnisch Pilnik, nicht mehr existent) eingegliedert. Der gehörte bis 1945 zum Kreis Sensburg im Regierungsbezirk Gumbinnen (ab 1905: Regierungsbezirk Allenstein) in der preußischen Provinz Ostpreußen. Im Jahre 1910 zählte Inulzen 148 Einwohner.
Aufgrund der Bestimmungen des Versailler Vertrags stimmte die Bevölkerung im Abstimmungsgebiet Allenstein, zu dem Inulzen gehörte, am 11. Juli 1920 über die weitere staatliche Zugehörigkeit zu Ostpreußen (und damit zu Deutschland) oder den Anschluss an Polen ab. In Inulzen stimmten 100 Einwohner für den Verbleib bei Ostpreußen, auf Polen entfielen keine Stimmen.
Am 30. September 1928 wurde der Gutsbezirk Schnittken (polnisch Śmietki) in die Landgemeinde Inulzen eingemeindet, die gleichzeitig in „Landgemeinde Schnittken“ umbenannt wurde. Das Dorf Inulzen selbst erhielt am 3. Juni (amtlich bestätigt am 16. Juli) 1938 die Umbenennung in „Neufasten“.
In Kriegsfolge kam das Dorf 1945 mit dem gesamten südlichen Ostpreußen zu Polen und erhielt die polnische Namensform „Inulec“. Es ist heute Sitz eines Schulzenamtes (polnisch Sołectwo) und als solches eine Ortschaft im Verbund der Stadt- und Landgemeinde Mikołajki (Nikolaiken) im Powiat Mrągowski (Kreis Sensburg), bis 1998 der Woiwodschaft Suwałki, seither der Woiwodschaft Ermland-Masuren zugehörig. Im Jahre 2011 zählte Inulec 84 Einwohner.

## Kirche
Bis 1945 war Inulzen resp. Neufasten in die evangelische Kirche Barranowen (1938 bis 1945 Hoverbeck, polnisch Baranowo) in der Kirchenprovinz Ostpreußen der Kirche der Altpreußischen  Union sowie in die katholische Kirche St. Adalbert in Sensburg (polnisch Mrągowo) im Bistum Ermland eingepfarrt.
Heute gehört Inulec katholischerseits zur Pfarrei Baranowo im Bistum Ełk in der polnischen katholischen Kirche sowie zur evangelischen Kirche Mikołajki (Nikolaiken) in der Diözese Masuren der Evangelisch-Augsburgischen Kirche in Polen.

## Verkehr

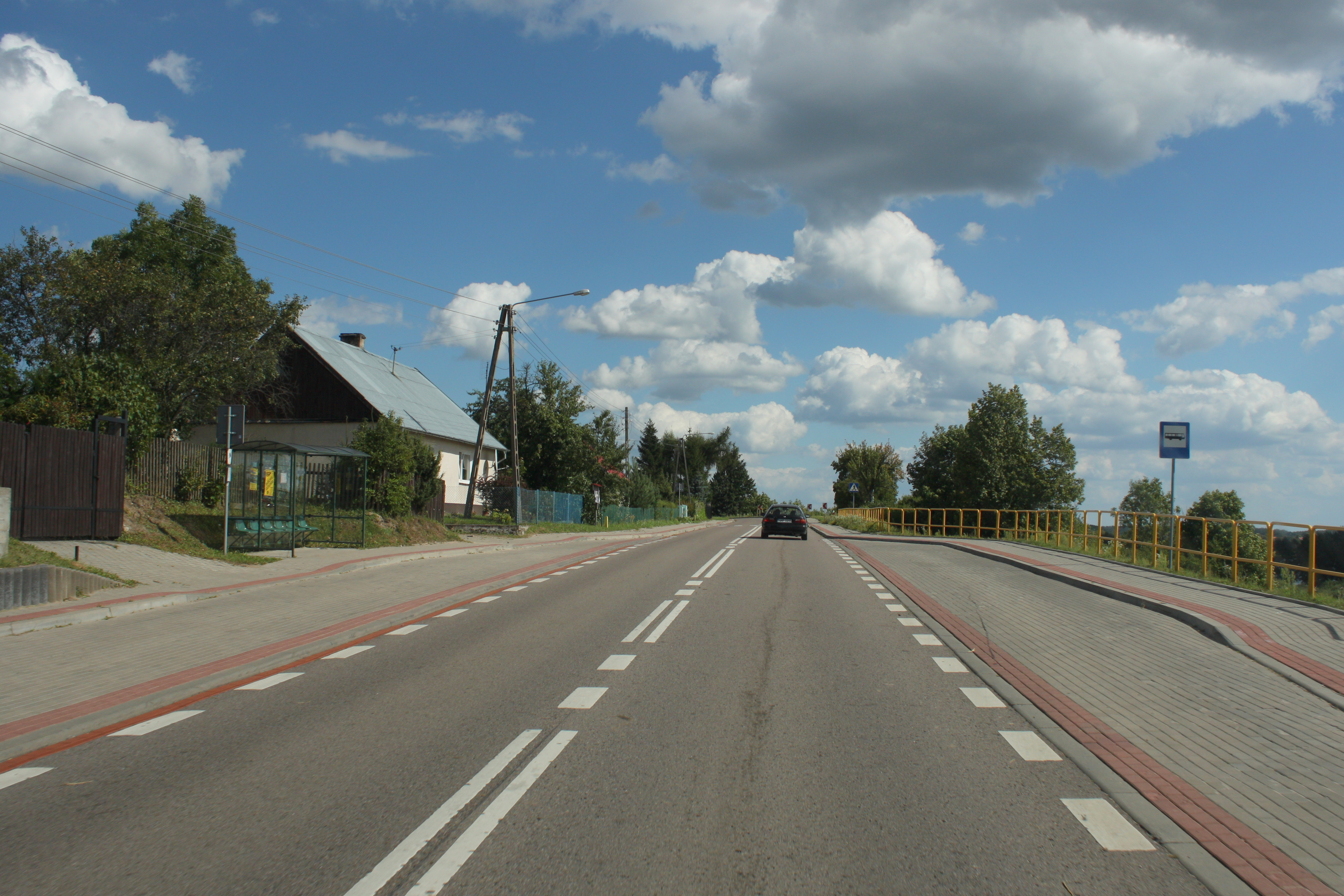
Bushaltestelle in Inulec an der DK 16

Inulec liegt an der verkehrstechnisch bedeutenden polnischen Landesstraße 16 (frühere deutsche Reichsstraße 127) die drei Woiwodschaften miteinander verbindet und bis zur polnisch-litauischen Grenze führt. Außerdem gibt es eine untergeordnete Verbindungsstraße von der Gmina Piecki (Peitschendorf) über Świnie Oko (Eichelswalde) bis nach Inulec. Eine Bahnanbindung besteht nicht.